# Gheorghe Bibescu

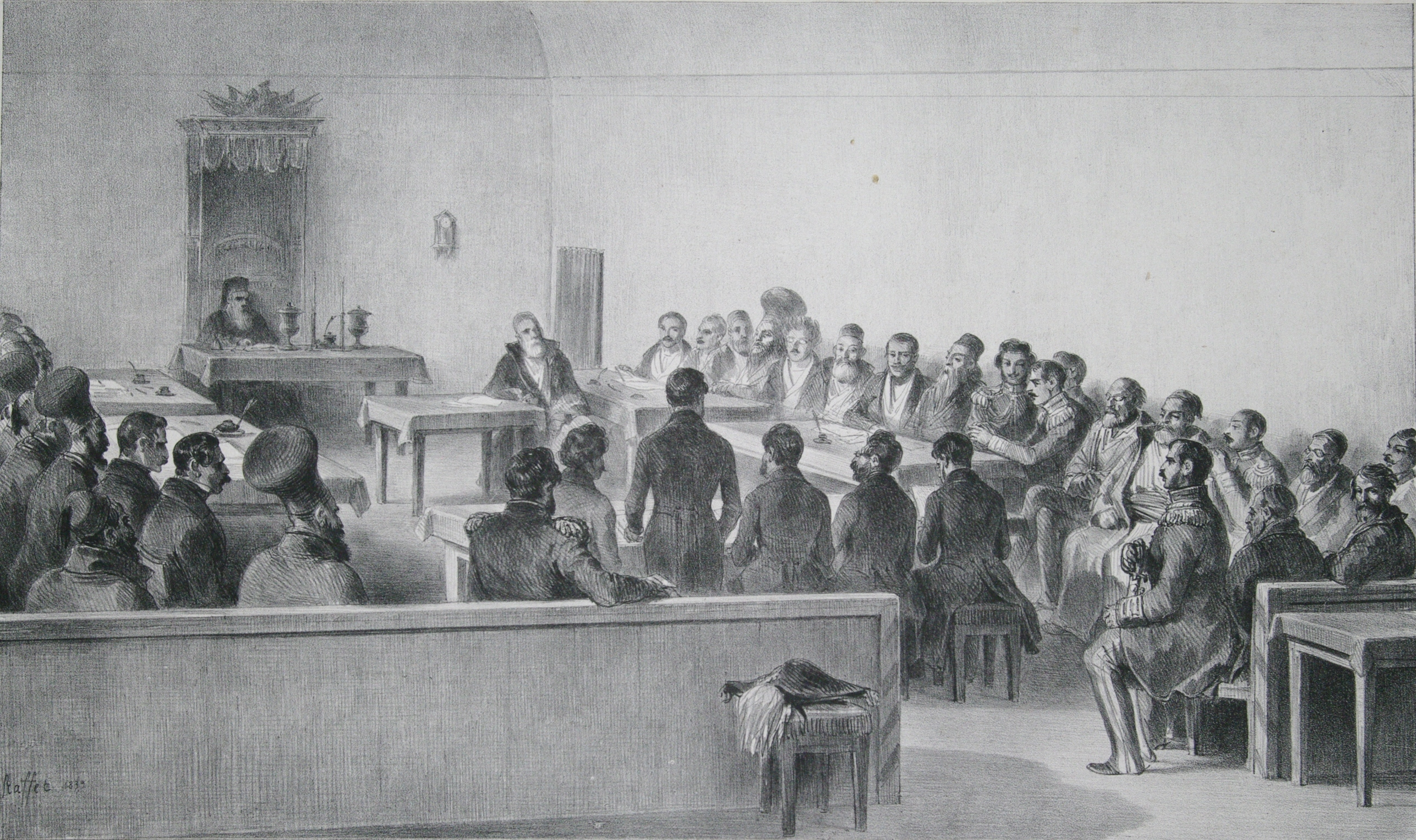
La Asamblea valaca en 1837.

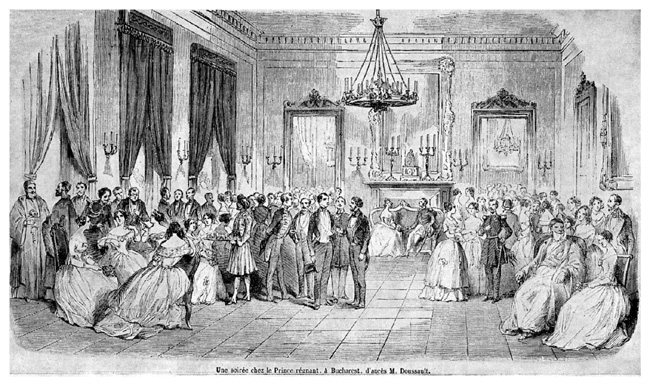
"Un paseo en el Palacio Principesco" en 1843.

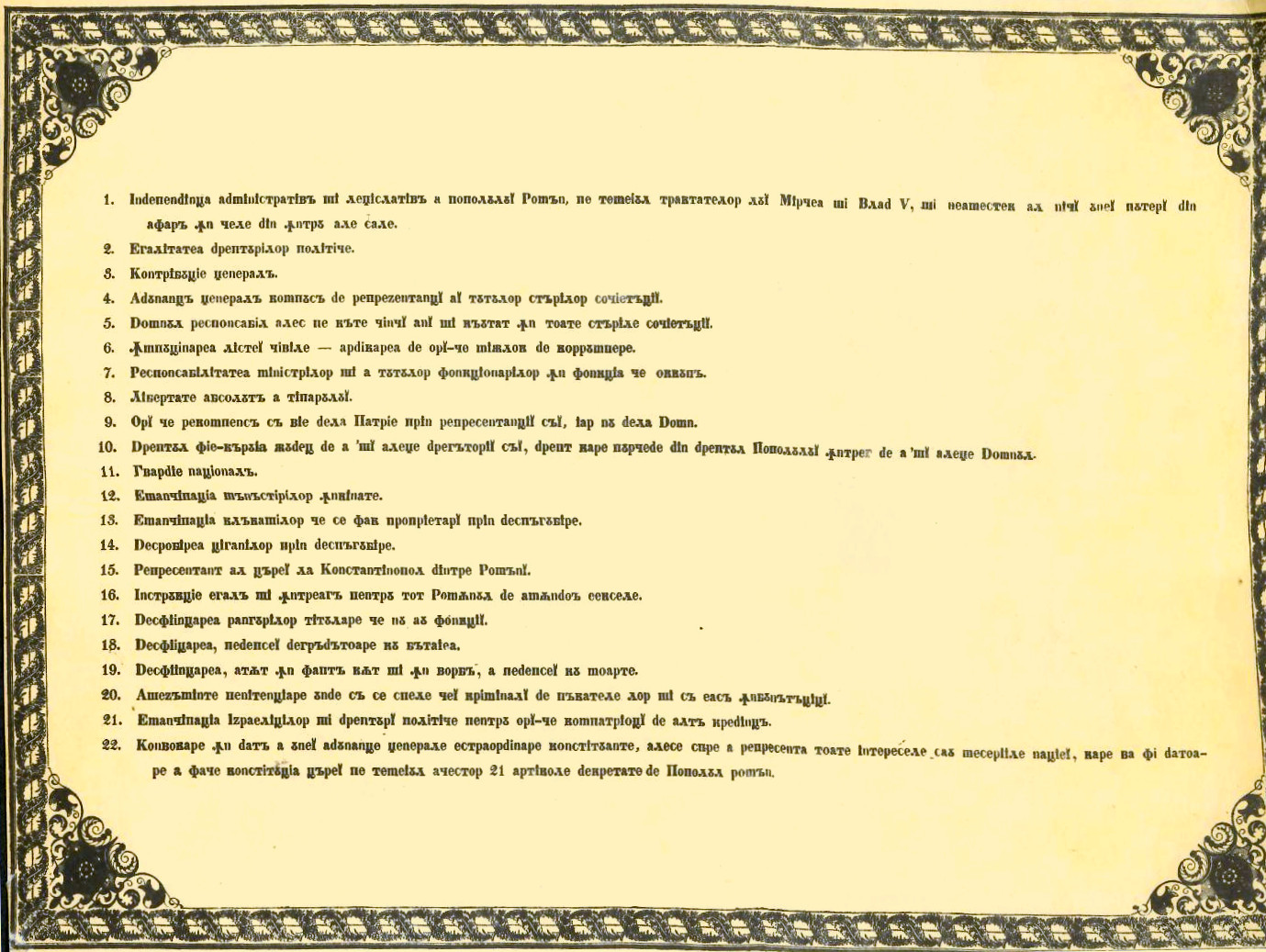
La Proclamación de Islaz.

Gheorghe Bibescu (1804-1873) fue un hospodar (príncipe) de Valaquia entre 1843 y 1848. Su mandato coincidió con la ola revolucionaria que culminó en la revolución de Valaquia de 1848.

## Primeros años en la política
Hijo de Ecaterina Vacarescu y Demetre Bibesco. Gheorghe Bibescu nació en Craiova en el seno de una familia boyarda. Estudió Derecho en París. Tras su vuelta a Valaquia, fue elegido diputado en la Asamblea valaca, establecida por el Imperio ruso al tomar el control del país tras la Guerra Ruso-Turca de 1828. Posteriormente ocupó distintos cargos en la administración, incluyendo el de secretario de estado. Antes de su elección como hospodar, se mostró muy opuesto a su predecesor, Alexandru II Ghica.

## Hospodarde Valaquia

### Elección
El 1 de enero de 1843 se produjeron las primeras y únicas elecciones de acuerdo al Regulamentul Organic, el texto casi constitucional implantado por Rusia en Valaquia y Moldavia. Estas elecciones fueron llevadas a cabo por la Asamblea y se convocaron debido a los abusos de Ghica. De los muchos candidatos, Bibescu y su hermano mayor, Barbu Ştirbei, eran los más populares y los que más apoyo ruso recibieron. Bibescu, apoyado tanto por conservadores como por liberales, fue elegido hospodar. Uno de sus primeros gestos como príncipe fue perdonar a los radicales que habían conspirado contra Ghica.
Bibescu no cambió el gobierno inmediatamente tras su elección ya que estaba compuesto casi por completo por los enemigos políticos de Ghica. Sin embargo, sus relaciones con la Asamblea comenzó a deteriorarse debido a su desacuerdo en varios proyectos legislativos.

### El suceso de Trandafiloff y la disolución de la asamblea
Durante la primavera de 1844, el gobierno valaco aprobó la petición del ingeniero ruso Alexander Trandafiloff de poder administrar las minas del país. Si algún propietario de minas no comenzaba a excavar en 18 meses, el gobierno ruso tenía derecho a tomar el control de la misma durante 12 años pagando solamente un 10% al propietario y otro 10% al estado valaco.
Bibescu aprobó el contrato, pero la Asamblea protestó. El contrato fue finalmente cancelado pero, atrapado entre la posición de la Asamblea y las autoridades rusas, el 4 de marzo, Bibescu disolvió la Asamblea con la aprobación del zar Nicolás I de Rusia. Se convocaron elecciones para noviembre de 1846, en las cuales la oposición se vio silenciada por Bibescu para garantizarse una nueva legislatura. Se produjo una clara separación entre él y los nacionalistas románticos cuando ordenó la refundación de la Universidad Sfântul Sava como una escuela en idioma francés basándose en su idea de que “rumano” era incompatible con modernización.
Dos años y medio después, Bibescu aprobó leyes a favor de los trabajos forzados. En el verano de 1844, realizó un largo viaje a lo largo de todo el país para inspeccionar las instituciones públicas y las autoridades locales en las principales ciudades.

### Periodo prerrevolucionario
En diciembre de 1846, aconsejaron a Bibescu que convocase elecciones a la Asamblea. Estas llevaron a una Asamblea leal al hospodar. En esta elgislatura, Bibescu aprobó varias leyes importantes, como una nueva norma sobre el clero ortodoxo, otra que permitía al príncipe aprobar el presupuesto de la Iglesia y una ley liberando a todos los esclavos gitanos que pertenecían a la Iglesia y a las autoridades públicas.
Gheorghe Bibescu trabajó para mantener mejores relaciones con Moldavia, el otro Principado del Danubio bajo supervisión rusa. En 1847 los dos países establecieron una costumbre de unión tras un acuerdo con Mihail Sturdza, el hospodar moldavo. Este acuerdo fue la culminación de su intento de eliminar la competencia extranjera a los comerciantes valacos, como ya había expresado con anterioridad mediante su proyecto para aumentar los impuestos sobre los productos extranjeros.
En el verano de 1848 estalló la revolución. En un principio, los radicales valacos intentaron atraer a Bibescu a su lado, sin conseguirlo. Entonces redactaron la Proclamación de Islaz el 9 de junio. Dos días después, Gheorghe Bibescu aceptó la proclamación y abdicó, abandonando el país en manos de un Gobierno Provisional que poco después sucumbió a la intervención otomana. En 1859 Bubescu se presentó como candidato al trono aunque no consiguió volver a ocupar el cargo de príncipe.
Murió en París en 1873.